# Asteliaphasma
Asteliaphasma is een geslacht van wandelende takken uit de familie Phasmatidae. De wetenschappelijke naam van dit geslacht is voor het eerst voorgesteld door Tony Jewell en Paul Brock in een publicatie uit 2003.
Dit geslacht is monotypisch, dat wil zeggen dat het maar één soort heeft namelijk Asteliaphasma jucundum (Salmon, 1991) uit Nieuw-Zeeland.